# Голяши (Казаковское сельское поселение)
Голяши — деревня в Вытегорском районе Вологодской области.
Входит в состав Казаковского сельского поселения, с точки зрения административно-территориального деления — в Казаковский сельсовет.
Расположена на берегу Онежского озера. Расстояние по автодороге до районного центра Вытегры — 24 км, до центра муниципального образования деревни Палтога — 6 км. Ближайшие населённые пункты — Ежины, Кюршево, Палтога.
По Всероссийской переписи 2010 года население составляет 12 человек.